# 米爾克里克鎮區 (阿肯色州塞維爾縣)
米爾克里克鎮區（英語：Mill Creek Township）是位於美國阿肯色州塞維爾縣的一個行政鎮區。

## 地方資料
米爾克里克鎮區的面積為78.56平方千米，當中陸地面積為77.91平方千米，而水域面積為0.65平方千米。根據2010年美國人口普查的數據，當地共有人口104人，而人口密度為每平方千米1.32人。